# Palais des Arts de Naples
 Le Palais des Arts de Naples (également appelé PAN) est un musée de la ville de Naples situé dans le palais Carafa di Roccella de la Via dei Mille. Il accueille des expositions d'art contemporain sous toutes ses formes (peinture, sculpture, photographie, graphisme, bandes dessinées, design, art vidéo, cinéma). 

## Histoire et description
La municipalité de Naples a acheté le bâtiment et a commencé sa restauration en 1984 ; en 1998, il a ouvert comme centre de documentation sur les arts contemporains, élargi par la suite aux activités d’exposition. Il a été inauguré le 26 mars 2005. 

La structure a une superficie de 6000 m 2 sur trois étages avec des espaces d’exposition, une médiathèque, des espaces pour des activités éducatives, une librairie spécialisée, des cafétérias et des terrasses. 

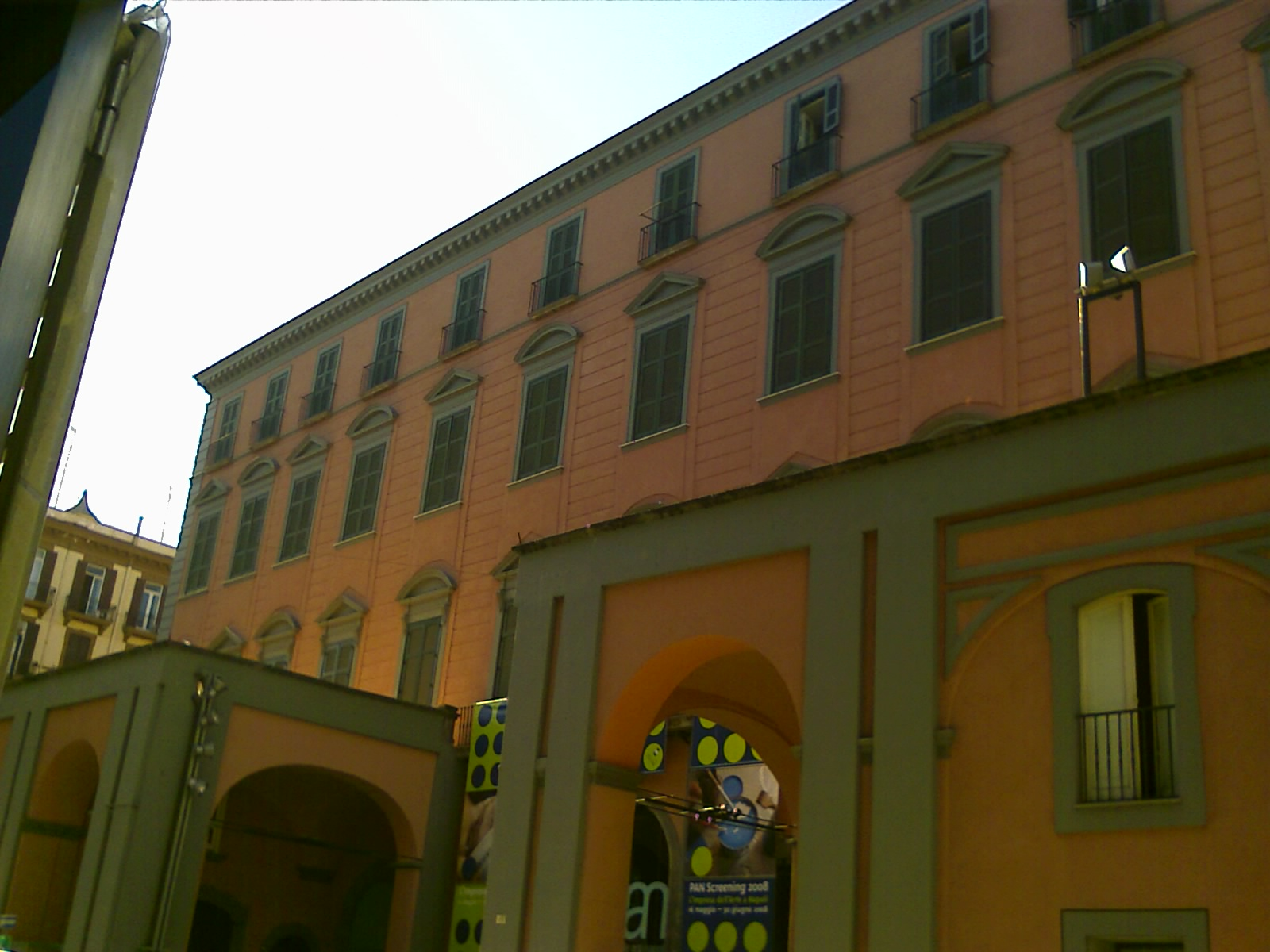
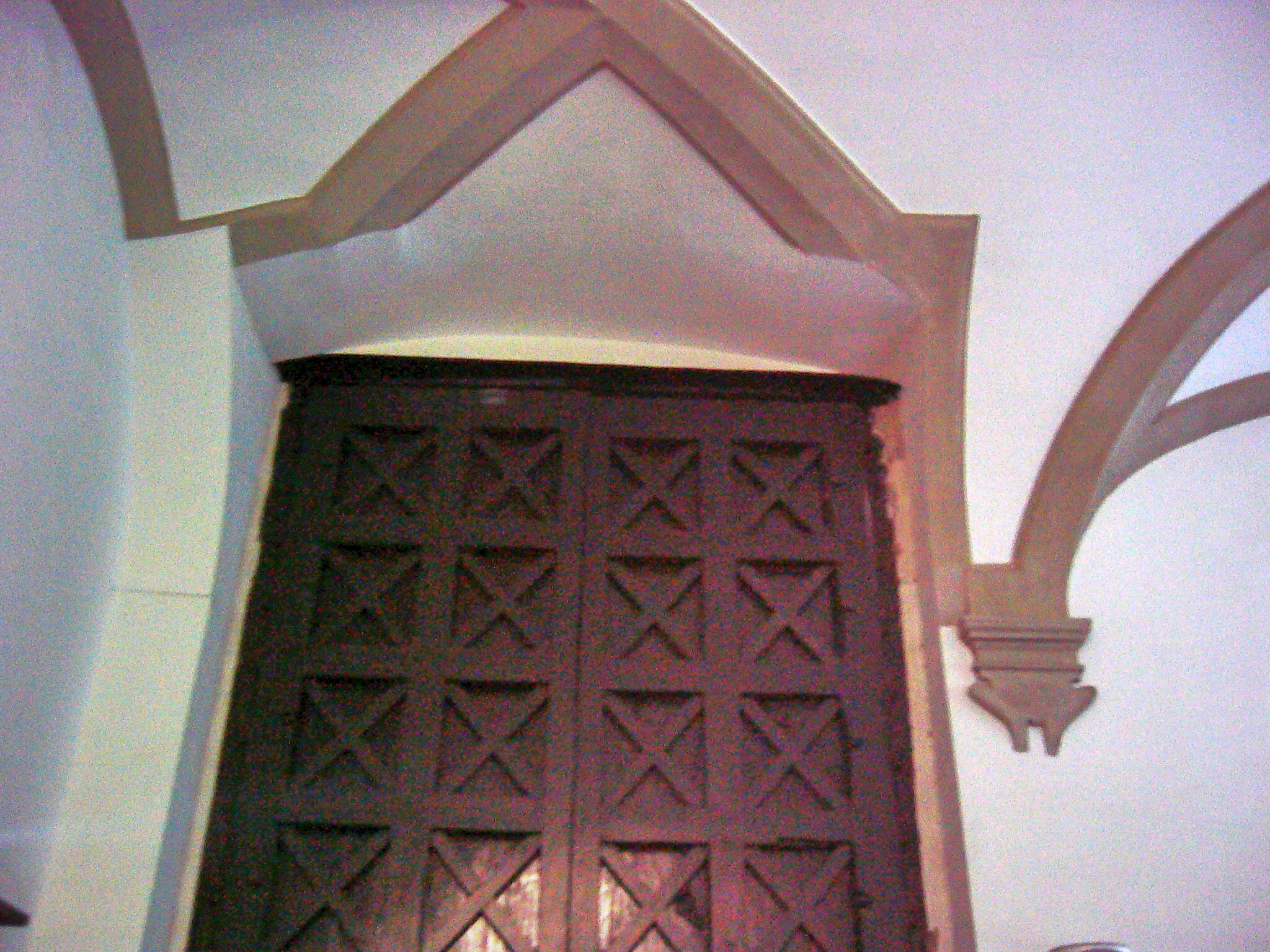
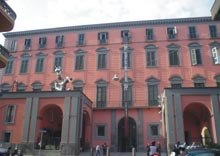